# Wolni Strzelcy i Partyzanci Francuscy
Wolni Strzelcy i Partyzanci, ewentualnie Wolni Strzelcy i Partyzanci Francuscy (fr. Francs-Tireurs et Partisans i Francs-Tireurs et Partisans Français), w skrócie FTP i FTPF – związana głównie z ruchem komunistycznym największa organizacja francuskiego Ruchu Oporu, w 1944 współtworzyła Francuskie Siły Wewnętrzne (FFI).

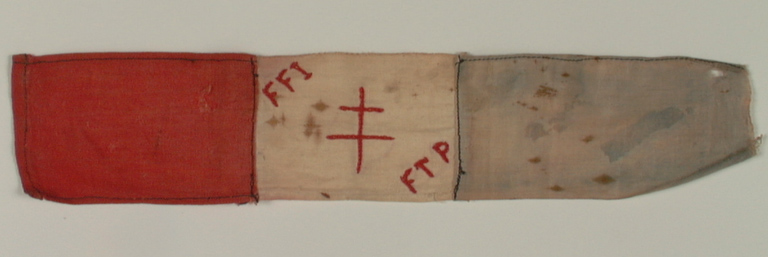
Opaska FTP-FFI. Zgodnie z dekretem kierownictwa organizacji bojownicy FTP dla podkreślenia autonomii musieli obok krzyża lotaryńskiego i skrótu FFI umieszczać skrót dawnej organizacji lub czapkę wolności.

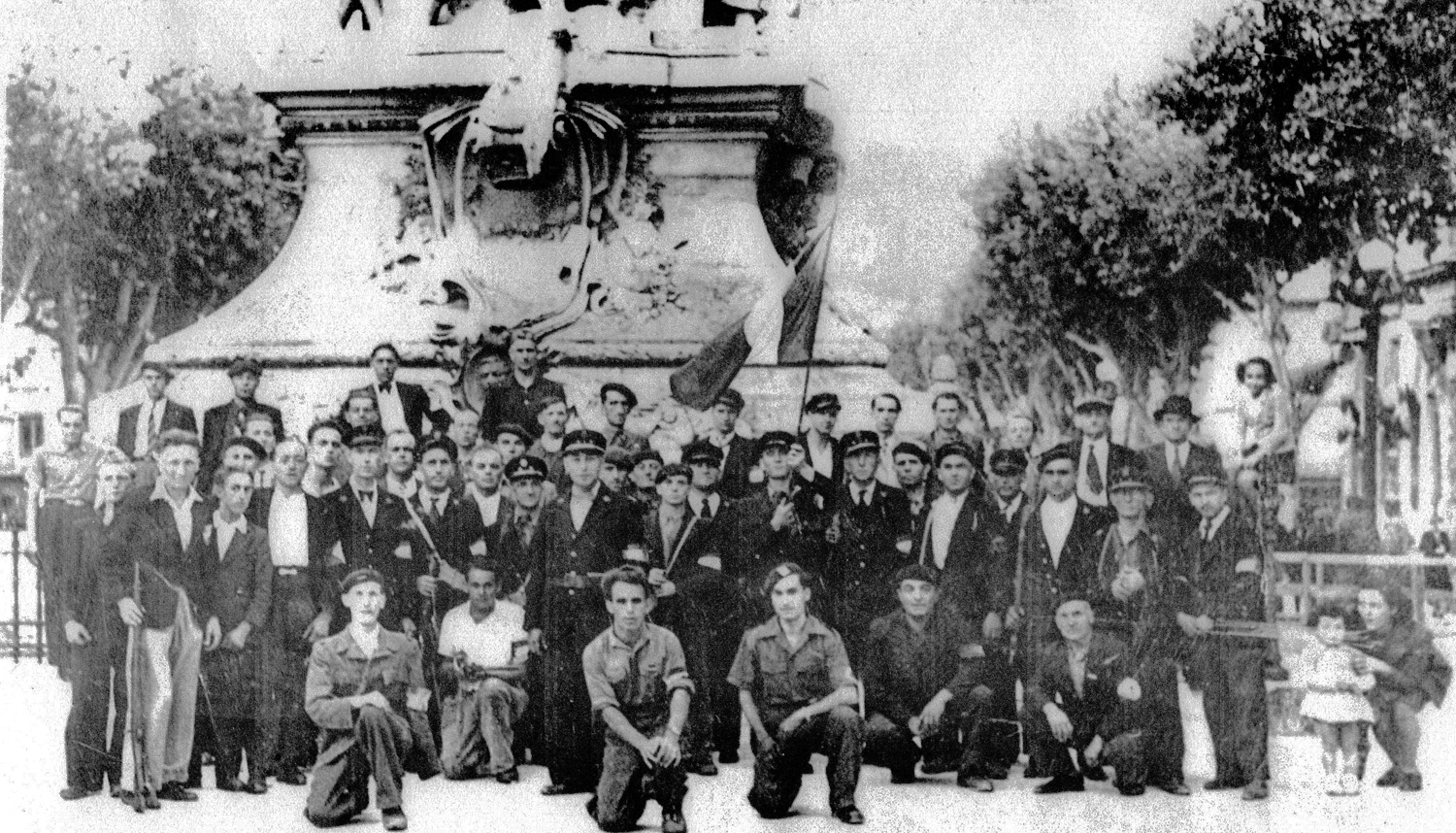
Bojownicy FTP-FFI w wyzwolonym Awinionie, sierpień 1944

## Podział Wolnych Strzelców i Partyzantów (FTP)
- Wolni Strzelcy i Partyzanci Francuscy (FTPF) – część organizacji tworzona przez Francuzów
- Wolni Strzelcy i Partyzanci – Imigrancka Siła Robocza (FTP-MOI) – część organizacji tworzona przez obcokrajowców, m.in. emigrantów z Polski, dezerterów z Wehrmachtu i zbiegłych z niewoli jeńców radzieckich

Pierwszy człon nazwy tj. Wolni strzelcy (fr. Francs-tireurs) pochodzi z wojny francusko-pruskiej. Była to nazwa francuskiej milicji, która walczyła na froncie u boku regularnej armii oraz prowadziła wojnę partyzancką.
Termin ten za nową, oficjalną nazwę przyjęła jesienią 1941 działająca w strefie wolnej i niezależna od FTP lewicowa organizacja France Liberté, która w 1942 weszła w skład gaullistowskiej Tajnej Armii (AS).

## Struktura organizacyjna

### Krajowy Komitet Wojskowy (CMN)
Komendant Krajowy:
- Charles Tillon

Szef Sztabu:
- Marcel Prenant (aresztowany w styczniu 1944)[6]

Krajowy Komisarz Wojskowy:
- ppłk rez. Jules Dumont ps. „Paul” (aresztowany w listopadzie 1942)[7]
- Georges Vallet ps. „Raoul”, „Ludovic” (aresztowany 1 kwietnia 1943)[8]
- Albert Ouzoulias ps. „Marc”[9]
- płk René Camphin ps. „Beaudoin” (od 1943)

Krajowy Komisarz Polityczny:
- ppłk Eugène Hénaff (przeniesiony do Lyonu w 1943)
- płk Albert Ouzoulias ps. „André” (od 1943)

Szef wywiadu:
- płk Georges Beyer ps. „Bernard”

Delegat do władz Francji Walczącej:
- Laurent Casanova (od 1943)

### Organizacja terenowa
Podstawową jednostką FTP była złożona z dwóch trzyosobowych grup bojowych drużyna (na jej czele stał dowódca pierwszej trójki, zastępcą był dowódca drugiej). Trzy drużyny tworzyły pluton, trzy plutony kompanię, a trzy kompanie batalion łączone czasem w brygady. Z granicami departamentów pokrywały się okręgi FTP łączone w nadokręgi tworzące (w liczbie 4–5) strefę (północną i południową).
Na czele każdej jednostki FTP stał trzyosobowy sztab:
- komisarz operacyjny – odpowiedzialny za działalność wojskową, w czasie której obejmował komendę naczelną
- komisarz wychowawczy – odpowiadał za utrzymanie morale i dyscypliny oraz kształtowanie postaw patriotycznych
- komisarz techniczny – odpowiadał za stan uzbrojenia oraz wyposażenia

Wejście Wolnych Strzelców i Partyzantów w skład Francuskich Sił Wewnętrznych w 1944 spowodowało przyjęcie w organizacji struktur wojskowych wzorowanych na regularnym wojsku Francji Walczącej oraz wprowadzenie stopni wojskowych w miejsce tytułów łączących się z nazwą pełnionej funkcji.

## Zarys historyczny

### Początek działalności

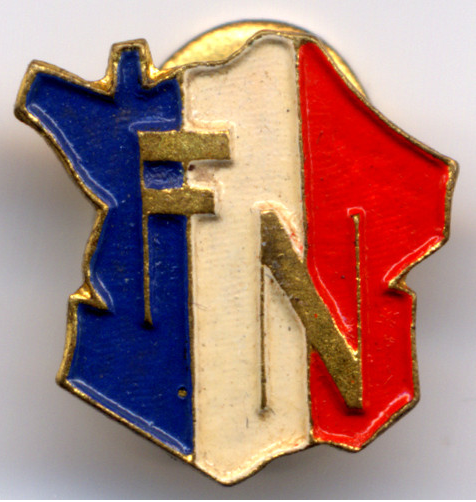
Powojenna wpinka Frontu Narodowego – organu politycznego powołanego przez Partię Komunistyczną, którego FTP byli zbrojnym ramieniem

Już w roku 1940 powstała podległa PC Organizacja Specjalna (OS) jednak uaktywnienie francuskich komunistów i ich zaangażowanie w Ruch Oporu na szeroką skalę nastąpiło po ataku na Związek Radziecki. Na przełomie 1941/42 powstała nowa organizacja – Wolni Strzelcy i Partyzanci.
Komendantem Krajowym FTP został Charles Tillon, na czele FTP-MOI stanął Ilio Barontini, a następnie Ljubo Ilić.
FTP od początku postawili na rozwój działalności sabotażowej i partyzanckiej, nawoływali do aktywnej walki z okupantem co kontrastowało z polityką Wolnej Francji uważającej, że walka na szeroką skalę powinna się zacząć w chwili inwazji. W swoich działaniach FTPF podlegali stworzonemu w maju 1941 przez PC Frontowi Narodowemu (FN). Do organizacji przyjmowano zarówno mężczyzn, jak i kobiety, a także ludzi o innych poglądach niż komunistyczne (głównie lewicowych).

### Walka zbrojna

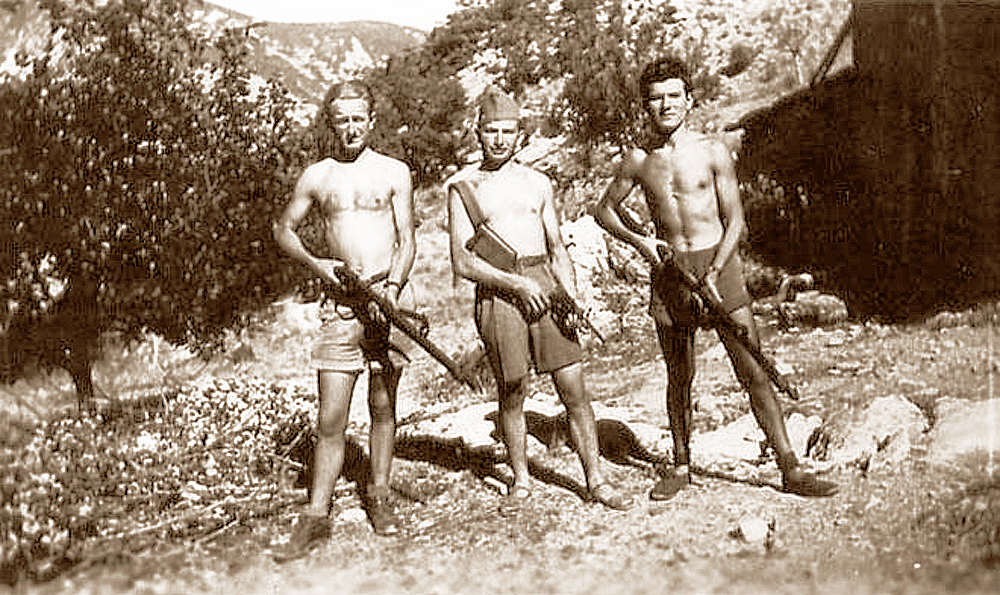
Trzech maquis FTPF z partyzanckiego obozu Roche-Saint-Secret-Béconne, maj 1943

FTP byli pierwszą organizacją Ruchu Oporu, która rozwinęła swą działalność zarówno w strefie okupowanej, jak i w strefie wolnej (wzrost aktywności tam wzrósł po rozpoczęciu okupacji Państwa Francuskiego). Jak większość La Résistance FTP w strefie północnej skupiło się na rozwoju działalności sabotażowo-dywersyjnej, zaś w strefie południowej na działalności partyzanckiej. Wzrost liczebności oddziałów maquis nastąpił na początku roku 1943 gdy hitlerowcy zaostrzyli pobór na roboty w Rzeszy. Pierwsi maquis powstali wiosną 1942 we Franche-Comté, dowodził nimi kpt. Pierre Georges ps. „Henri”. Najsilniejszy komunistyczny oddział maquis działał pod dowództwem ppłk Georges’a Guingouin’a ps. „Raoul” w Haute-Vienne.
Bojownicy FTPF aż do powstania FFI nie byli objęci pomocą Special Operations Executive, tj. m.in. dostawami broni i umundurowania. Charles de Gaulle i władze Francji na uchodźstwie widzieli w FTP, FN i PC zagrożenie dla powojennego kraju, to jednak mimo tego bojownicy komunistycznego ruchu oporu potrafili znaleźć wspólny język z gaullistami. Sytuacja ulegała poprawie po powstaniu FFI, jednak wielu wyższych działaczy gaullistowskich i komunistycznych żywiło do siebie niechęć.

### Obcokrajowcy w FTP
W FTP prócz Francuzów walczyli także przedstawiciele innych narodowości m.in. Polacy, Hiszpanie, Niemcy, Włosi, Rosjanie i Ormianie. Początkowo większość z nich stanowili przedwojenni emigranci przybyli do Francji z powodów ekonomicznych, politycznych i w ucieczce przed wojną. Zasileni zostali oni później przez uciekinierów z obozów jenieckich oraz dezerterów z wojsk Osi. Oddziały i grupy cudzoziemskie FTP powstały na bazie stworzonej w dwudziestoleciu międzywojennym Imigranckiej Siły Roboczej. Ich zwiernikiem był Komisarz Krajowy FTPF płk „André”.

### Zjednoczenie Ruchu Oporu i powstanie powszechne

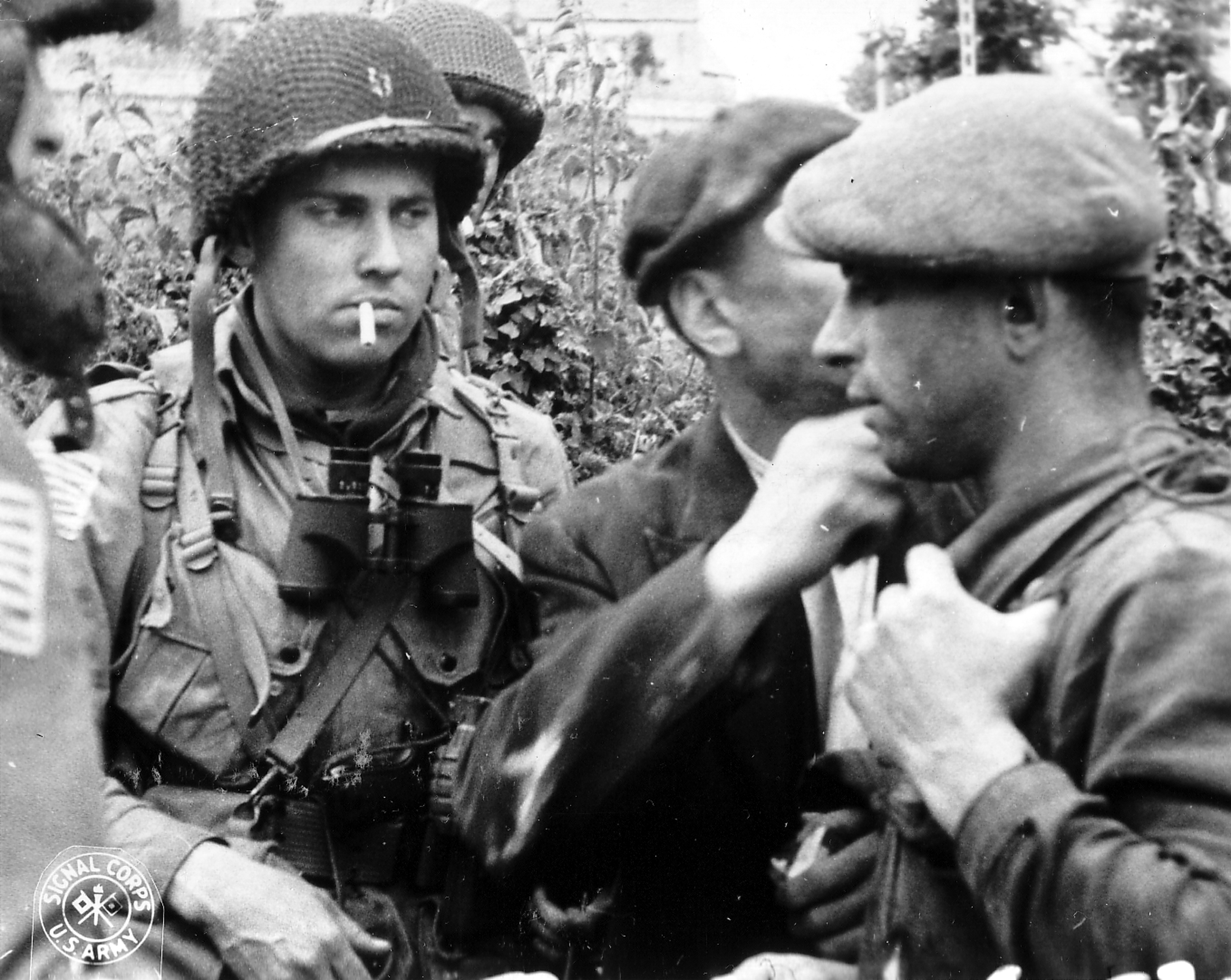
Partyzanci FTP-FFI i żołnierze U.S. Army w czasie walk w Normandii, lato 1944

Na skutek działań sierż. Jeana Moulina ps. „Max” w 1942 powstała Tajna Armia (AS) – organizacja podległa Komitetowi Wolnej Francji i jednocząca powstające samorzutnie od 1940 grupy oporu. W tym samym czasie z komunistami spotkał się delegat generała de Gaulle’a płk Gilbert Renault ps. „Rémy”. 29 grudnia 1943 miało miejsce spotkanie kierownictwa AS i FTP, które doprowadziło do utworzenia (razem z ORA) Francuskich Sił Wewnętrznych (FFI) 1 lutego 1944.
Zgodnie z umową FTPF wchodząc w skład FFI zachowali autonomię. Integracja w terenie przebiegała często z oporami. Miejscem, które stało się symbolem jedności Ruchu Oporu był Paryż, w którym komendantem FFI został ppłk Henri Tanguy ps. „Rol” z FTP.
Wraz z alianckim desantem w Normandii w całej Francji wybuchło powstanie narodowe. Bojownicy FTP-FFI wzięli udział w walkach we wszystkich częściach kraju wyzwalając m.in. Awinion, Tuluzę i Paryż.
FFI (wraz z autonomicznymi FTPF i FTP-MOI) zostały rozwiązane jesienią 1944, po wyzwoleniu Francji. Część bojowników byłych FTP-FFI wstąpiła do Francuskiej Armii Wyzwolenia, biorąc udział w walkach w Niemczech, w 1945.

## Symbolika organizacji

Bojowniczka FTP-FFI Simone Segouin ps. „Nicole” w wyzwolonym Chartres, 23 sierpnia 1944. Na lewym ramieniu widoczna opaska w barwach narodowych z czapką wolności – symbolem FTP.

Wolni Strzelcy i Partyzanci używali zarówno symboliki narodowej (np. bleu-blanc-rouge), jak i rewolucyjnej (np. drapeau rouge). Po zjednoczeniu w FFI przyjęto schemat stopni wojskowych obowiązujący we Francuskiej Armii Wyzwolenia oraz symbole Francji Walczącej, w tym krzyż lotaryński.
Zgodnie z rozkazem z 14 lipca 1944 bojownicy FTPF musieli na naramiennych opaskach/naszywkach obok skrótu „FFI” i krzyża lotaryńskiego (lub zamiast nich) umieszczać skrót „FTPF”/„FTP”/„FN” lub czapkę wolności (rzadziej czerwoną gwiazdę). Celem tego zabiegu było podkreślenie autonomii w czasie trwającego od 6 czerwca 1944 powstania narodowego i wyzwolenia.
Jak wszystkie organizacje ruchu oporu w okupowanej Europie oddziały partyzanckie FTP używały zarówno ubrań cywilnych (symbolem dla ogółu La Résistance stały się czarne berety oraz kurtki rowerowe) i wojskowych (m.in. zdenazyfikowane mundury niemieckie oraz byłej Armii Rozejmowej).
Organem prasowym FTPF była gazeta „Chasser l’envahisseur”, którą od stycznia 1942 do wyzwolenia wydano w 62 egzemplarzach (istniały także odmiany regionalne).

## Upamiętnienie i odniesienia w kulturze

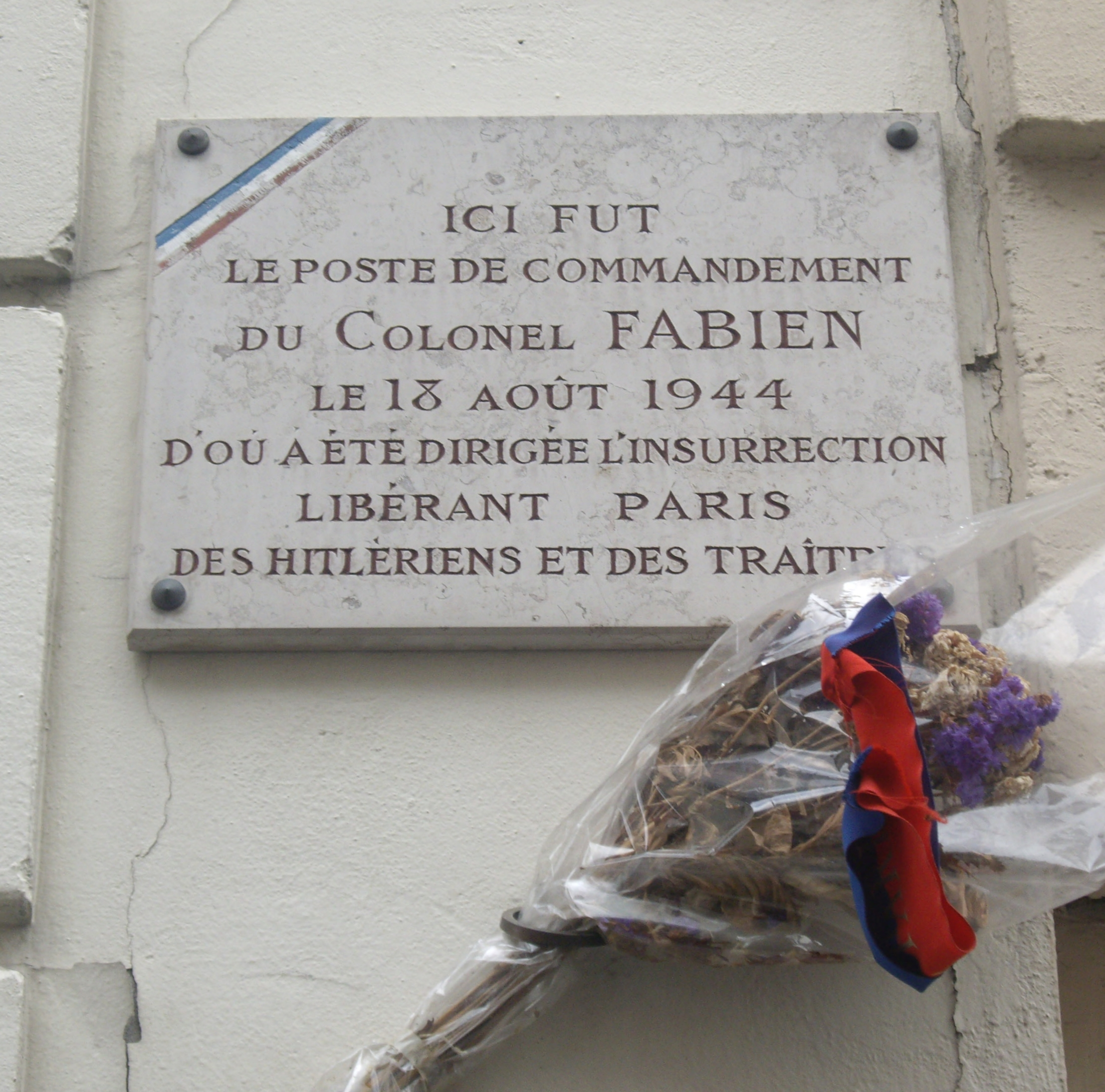
Tablica w XIII Dzielnicy Paryża upamiętniająca płk Pierre’a Georges’a ps. „Fabien”, który dowodził jej obroną w czasie powstania paryskiego. Wcześniej Georges dowodził maquis we Franche-Comté i Wogezach. W 1941 jako pierwszy bojownik Ruchu Oporu dokonał udanego zamachu na wysokiego pracownika administracji okupacyjnej

Wolni Strzelcy i Partyzanci zostali po wojnie uhonorowani w całej Francji licznymi tablicami pamiątkowymi i pomnikami. Ich bojownicy zostali odznaczeni za walkę w Ruchu Oporu państwowymi odznaczeniami, m.in. Krzyżem Wojennym i Medalem Francuskiego Oporu. Najaktywniejsi i najbardziej zasłużeni otrzymali Legię Honorową i Order Wyzwolenia.
Niektórzy partyzanci, sabotażyści i konspiratorzy FTPF wydali po wojnie wspomnienia, m.in. kpt. Paul Cribeillet ps. „Grillon” („Życie i walka partyzantów”, 1947) i ppłk Henri Rol-Tanguy („Le parti communiste français dans la Résistance”, 1967). Bojownicy FTP stali się także bohaterami wielu powieści (m.in. „Gdzieś we Francji” Andrzeja Przypkowskiego, „Czerwone maquis z Chamonix” Krzysztofa Próchnickiego i Baron von Goldring Jurija Dold-Mychajłyka), filmów (m.in. „Czy Paryż płonie?” René Clémenta i „Bojownicy z czerwonego afisza” Roberta Guédiguiana), spektakli teatralnych i seriali telewizyjnych (m.in. „Un village français” i „Résistance”).
Komunistyczny Ruch Oporu został sparodiowany w brytyjskim sitcomie ’Allo ’Allo!. Pojawia się tam działający w rejonie miasteczka Nouvion oddział komunistyczny złożony wyłącznie z kobiet (podobnie jak miejscowy oddział gaullistów Michelle Dubois), którym dowodzą Denise Laroque i Louise. Obie bojowniczki charakteryzują niezwykła bezwzględność i miłość do René Artois – właściciela Café René i współpracownika gaullistów o pseudonimie „Nocny Jastrząb”.